# Třída Huszár
Třída Huszár byla třída torpédoborců Rakousko-uherského námořnictva z doby první světové války. Tvořilo ji celkem třináct jednotek (oficiálně dvanáct, neboť Huszár II byl oficiálně veden jako rekonstrukce) postavených v letech 1905–1911. Byly to Csikós, Dinara, Huszár (I a II), Pandur, Reka, Scharfschütze, Streiter, Turul, Ulan, Uskoke, Velebit a Wildfang. Prototyp Huszár postavila britská loděnice Yarrow v Londýně, šest jednotek postavila loděnice Danubius v Rijece, pět loděnice Stabilimento Tecnico Triestino v Terstu a jednu námořní arzenál v Pule.
Huszár se potopil po najetí na útes v prosinci 1908 a byla za něj postavena stejnojmenná náhrada. Torpédoborce třídy Huszár čekala velice aktivní prvoválečná služba v Jaderském moři. Ve válce byly ztraceny dvě jednotky (jedna na mině a jedna při kolizi) a zbývající lodě si po válce rozebraly vítězné státy. Itálie získala sedm jednotek, Francie dvě a Řecko jednu.
Od třídy Huszár byl odvozen torpédoborec stavěný v Rakousko-Uhersku pro Čínu a po vypuknutí války odkoupený a používaný pod názvem Warasdiner.

## Konstrukce
Lodě měly čtyři kotle Yarrow a dva lodní šrouby. Pohonný systém o výkonu 6000 k umožňoval lodím plout rychlostí až 28 uzlů. Výzbroj tvořil jeden 66mm kanón, které doplňovalo sedm 47mm kanónů a dva torpédomety.
V roce 1910 došlo k přezbrojení, kdy děla ráže 47 mm byla nahrazena 5 kusy 66mm děl. V průběhu války obdrželo jedno dělo ráže 66 mm protiletadlovou lafetaci.

## Jednotky třídyHuszár
| Jméno             | Loděnice         | Položení kýlu      | Spuštění          | Přijetí do služby  | Osud                                                          |
| ----------------- | ---------------- | ------------------ | ----------------- | ------------------ | ------------------------------------------------------------- |
| SMS Huszár (I)    | Yarrow, Londýn   | 14. listopadu 1904 | 31. května 1905   | 4. července 1905   | 3. prosince 1908 najel na útes a 12. prosince se potopil      |
| SMS Ulan          | STT, Terst       | 27. září 1905      | 8. dubna 1906     | 21. září 1906      | 1920 předán Řecku, přejmenován na Smyrni a vyřazen roku 1932. |
| SMS Streiter      | STT, Terst       | 30. října 1905     | 16. června 1906   | 31. prosince 1906  | 16. dubna 1918 se potopil po kolizi z parníkem Petka          |
| SMS Wildfang      | STT, Terst       | 7. prosince 1905   | 29. srpna 1906    | 15. června 1907    | 4. června 1917 najel na minu                                  |
| SMS Scharfschütze | STT, Terst       | 12. dubna 1906     | 5. prosince 1906  | 15. září 1907      | 1920 předán Itálii a sešrotován                               |
| SMS Uskoke        | STT, Terst       | 1. září 1906       | 20. července 1907 | 31. prosince 1907  | 1920 předán Itálii a sešrotován                               |
| SMS Turul         | Danubius, Rijeka | 27. července 1907  | 9. srpna 1908     | 31. prosince 1908  | 1920 předán Itálii a sešrotován                               |
| SMS Pandur        | Danubius, Rijeka | 2. srpna 1907      | 25. října 1908    | 31. ledna 1909     | 1920 předán Francii a sešrotován                              |
| SMS Csikós        | Danubius, Rijeka | 21. února 1908     | 24. ledna 1909    | 16. listopadu 1909 | 1920 předán Itálii a sešrotován                               |
| SMS Reka          | Danubius, Rijeka | 13. srpna 1908     | 28. dubna 1909    | 31. prosince 1909  | 1920 předán Francii a sešrotován                              |
| SMS Velebit       | Danubius, Rijeka | 5. listopadu 1908  | 24. července 1909 | 31. prosince 1909  | 1920 předán Itálii a sešrotován                               |
| SMS Dinara        | Danubius, Rijeka | 28. ledna 1909     | 16. října 1909    | 31. prosince 1909  | 1920 předán Itálii a sešrotován                               |
| SMS Huszár (II)   | arzenál Pula     | 29. listopadu 1909 | 20. prosince 1910 | 8. února 1911      | 1920 předán Itálii a sešrotován                               |